# Пиза (аэропорт)
Международный аэропорт Пиза (итал. Aeroporto Internazionale di Pisa) (ИАТА: PSA, ИКАО: LIRP), также называемый аэропортом Галилео Галилея - аэропорт, расположенный в Пизе, Италия. Это главный аэропорт Тосканы и 10-й в Италии (по пассажиропотоку). Назван в честь Галилео Галилея, родившегося в Пизе. Аэропорт был первоначально построен для военных в 1930-х и 1940-х годах.
В 2017 году аэропортом пользовались 5,233,118 пассажиров. Это - один из важнейших аэропортов для авиакомпании Ryanair.

## Обзор
Рядом с аэропортом ранее находился железнодорожный вокзал, но он был закрыт 15 декабря 2013 года, чтобы провести строительные работы. 18 марта 2017 года новые строения были открыты. Аэропорт имеет 6 зон для парковки, из которых 5 - пассажирские.
Помимо гражданских перевозок, аэропорт также используется Военно-воздушными силами Италии  и является базой для, среди прочего, самолетов С-130 Hercules и С-27J Spartan. Аэропорт является «домом» для 46-й авиабригады. В конце Второй мировой войны аэропорт использовался в качестве базы для 15-й Воздушной армии ВВС США.

## Объекты

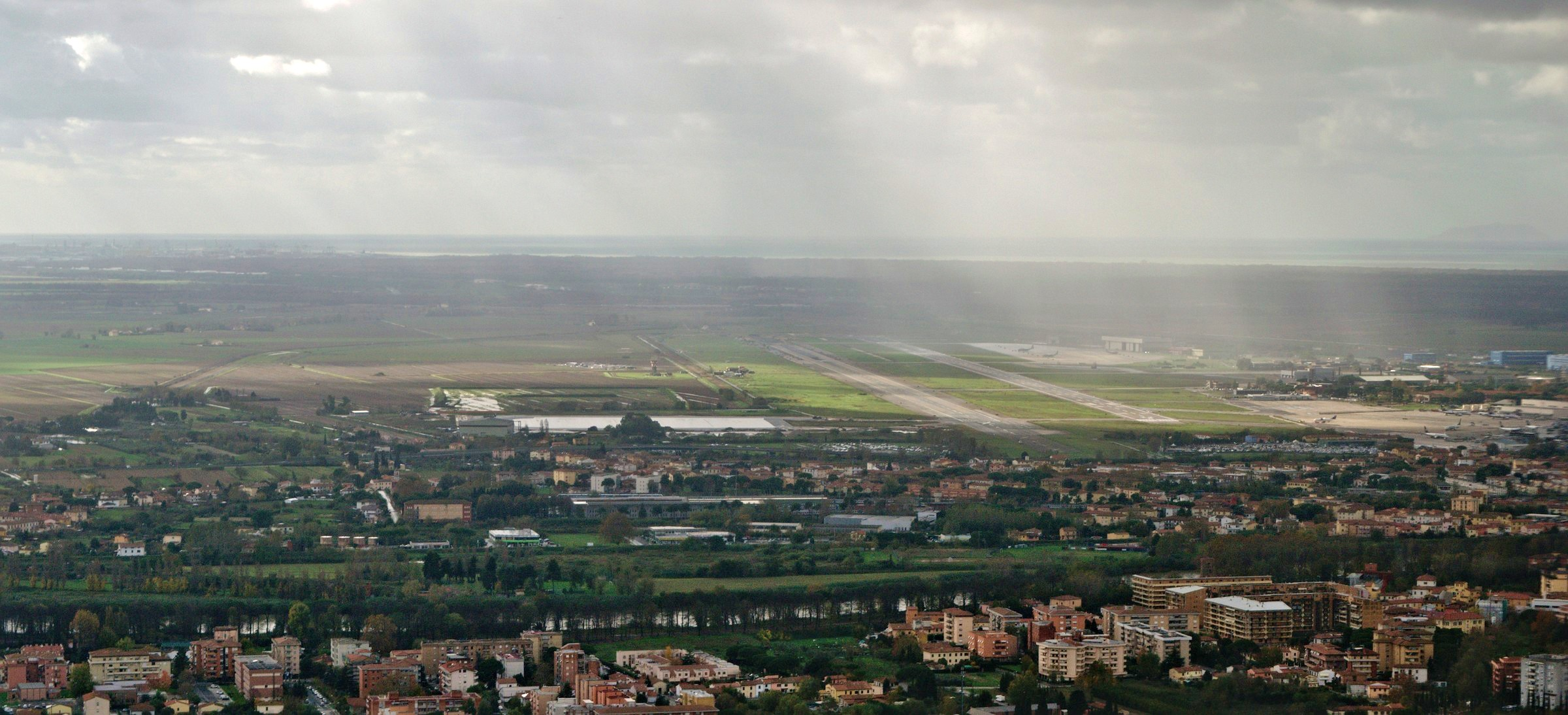
С высоты птичьего полета

Аэропорт находится на высоте 6 футов (2 м) выше среднего уровня моря. Он имеет 2 асфальтовые взлетно-посадочные полосы: 3,002 × 45 метров и 2,793 × 43 метра.

## Авиакомпании и пункты назначения
| Авиакомпания | Пункты назначения   |
| ------------ | ------------------- |
| S7           | Москва (Домодедово) |
| Победа       | Пулково             |

## Статистика
В 2006 и 2007 годах аэропорт был самым быстрорастущим среди крупнейших 15 аэропортов в Италии, пассажиропоток вырос на 30% в 2006 году и на 24% в 2007 году. В 2008 году он был 11-м по загруженности аэропортом в Италии. Аэропорт принял 3 963 717 человек в 2008 году и 4 011 525 пассажиров в 2010 году. В 2011 году рост составил 11.3%, аэропорт обслужил 4 526 723 пассажиров.

## Аварии и инциденты
- 27 января 1952 самолет Douglas DC-4 проскочил взлетно-посадочную полосу во время посадки. Огонь охватил самолет. На самолете перевозили скот, 47 из 50 коров погибли.[7]
- 23 ноября 2009 года самолёт итальянских ВВС Lockheed C-130 Hercules MM62176 46-й авиабригады разбился сразу после взлета. Все пять членов экипажа погибли.[8]

## Внешние ссылки
- Официальный сайт
- Сайт Toscana Aeroporti
- Новости об аэропорте
- Текущая погода для LIRP на NOAA/NWS
- История происшествий для аэропорта PSA на Aviation Safety Network